# Acronychia parviflora
Acronychia parviflora är en vinruteväxtart som beskrevs av Cyril Tenison White. Acronychia parviflora ingår i släktet Acronychia och familjen vinruteväxter. Inga underarter finns listade i Catalogue of Life.